# سلعة مجانية
السلعة المجانية (بالإنجليزية: Free good)‏، هي السلعة التي تكون وفيرة العرض ودون كلفة. تتوفر السلع المجانية بكمية كبيرة حسب الرغبة ودون أي تكلفة للمجتمع، مع العلم، بأن السلعة التي تكون قيمتها صفر ليست بالضرورة تكون سلعة مجانية، فعلى سبيل المثال، قد يوّفر المتجر سلع معدومة التكلفة لغرض الترويج المؤقت.